# 中国科学院科技创新发展中心
中国科学院科技创新发展中心是中国科学院的派出机构，于2005年3月1日成立。 
中心负责联系和管理北京、天津、山西地区的44个研究机构，1个教育机构，2个公共支撑单位，1个新闻单位。
中心系统单位拥有2个国家实验室（含筹建）和40个国家重点实验室，6个国家工程实验室，4个国家工程研究中心和6个国家工程技术研究中心，72个中国科学院重点实验室，在基础研究、生命科学与生物技术、高技术研究与发展等方面均具有明显的综合研究优势和较强的高技术产业化能力。

根据2021年第6次院党组会议决议，不再使用北京分院名称。根据直属机关党委《关于撤销中国共产党中国科学院京区事业单位委员会等组织的通知》（直党委字〔2021〕2号），中心不再与中国科学院京区党委采用一个机构、两块牌子的形式合署办公。

## 下设机构
北京分院机关共设置：
综合处
人事处
干部工作处
科技合作处
宣传教育处
党群工作处
监察审计处
行政管理处